# Історія дорослішання
Історія дорослішання — літературний, сценічний і кінематографічний жанр, який фокусується на житті та дорослішанні головного героя або його перехідному віці. Історії дорослішання, як правило, підкреслюють діалог або внутрішній монолог, а не дію, і часто відбуваються в минулому. Героями історій дорослішання, зазвичай, є підлітки.
Сюжетні точки історій дорослішання, як правило, є емоційними змінами в цьому персонажі (персонажах).

## Роман виховання
У літературній критиці романи дорослішання та романи виховання іноді взаємозамінні, але перший, як правило, є ширшим жанром. Роман виховання (від нім. bildung «освіта» і нім. roman «роман») також характеризується рядом формальних, актуальних та тематичних особливостей. Він фокусується на психологічному та моральному зростанні головного героя з дитинства до повноліття, в якому важлива зміна характеру.
Жанр розвинувся з народних казок про маленьких дітей, які досліджують світ, щоб знайти свій стан. Хоча роман виховання виник в Німеччині, він мав великий вплив спочатку в Європі, а згодом в усьому світі. Томас Карлайл переклав роман Гете на англійську мову, і після його публікації в 1824 багато британських авторів написали натхненні ним романи.
Існує багато варіацій романів виховання, таких як нім. Künstlerroman (художній роман), який фокусується на саморозвитку художника.

## Підліткові фільми
У кіно історія дорослішання — жанр підліткових фільмів. Історії дорослішання зосереджені на психологічному та моральному зростанні чи переході головного героя від молоді до дорослого життя. Варіантом у 2020-х роках є «фільм із відстроченим дорослішанням, свого роду історія, яка визнає відкладений характер дорослого життя XXI століття», в якому молоді люди все ще можуть досліджувати короткострокові відносини, життєві ситуації та роботу навіть наприкінці 20-х і на початку 30-х років свого життя.
Особистісне зростання та зміни є важливою характеристикою жанру, яка спирається на діалог та емоційні реакції, а не на дію. Історія іноді розповідається у вигляді спогадів. Історично склалося так, що історії дорослішання зазвичай зосереджені на молодих хлопчиках, хоча історії дорослішання, присвячені дівчаткам, стали більш поширеними на початку 21 століття,

## Примітні приклади

### Театр

#### Мюзикли
- Олівер!
- Міс Сайгон
- Once on This Island
- Біллі Елліот
- Пробудження весни
- Hadestown
- Дорогий Еван Хенсен
- Everybody's Talking About Jamie
- Mean Girls
- The Prom
- & Juliet

#### П'єси
- 4000 милі
- Choir Boy

### Фільми
Фільми цього жанру, часто епізодичні за структурою, зазвичай стосуються соціальної відповідальності, необхідної для дорослішання, втрати дитячих мрій та наївності. Вони можуть бути легкими, гумористичними, емоційними, мелодраматичними, а іноді й трагічними. Теми та предмет включають романтичне переслідування або розбите серце, дилеми дружби, відчуження, сексуальну ідентичність, пагони, злочинність неповнолітніх, експерименти з наркотиками та алкоголем та/або залежність, а також професійні питання. Історія дорослішання стала важливим жанром за доби бебі-буму з фільмами, в яких обговорювалися підліткові проблеми ідентичності.

#### Ранні приклади
- Бунтівник без причини (1955)
- На схід від раю (1955)

#### Пізні приклади
- 1970-і — Літо 42-го (1971), Останній кіносеанс (1971)[13], Йдучи у відрив (1979)
- 1980-і — Шістнадцять свічок (1984)[13], Клуб «Сніданок» (1985)[13][14], Залишся зі мною (1986)[13], Імперія сонця (1987)[13], Біг на місці (1988), Спілка мертвих поетів (1989)[13]
- 1990-і — Флірт (1991), Хлопці по сусідству (1991)[15][16], Людина на Місяці (1991), Під кайфом та збентежені (1993)[13][14], Ласкаво просимо до лялькового будинку (1995)
- 2000-і — Джуно (2007)[13]
- 2010-і — Те, що її заводить (2011)[17], Життя Пі (2012), Юність (2014)[14][18][16], Місячне сяйво (2016)[14][18][16], Майже сімнадцять (2016)[17][18], Назви мене своїм ім'ям (2017)[14][18], Леді-Птаха (2017)[14][18][16], Восьмий клас (2018)[18][16]
- 2020-і — Чорний телефон (2021)[19], У ритмі серця (2021)